# 前法國外方傳道會大樓
前法國外方傳道會大樓（英語：Former French Mission Building），又譯前法國海外傳道會大樓，是香港法定古蹟之一，位於香港島中環炮台里，於1997年至2015年為香港終審法院的所在地。
大樓現時由律政司管理。

## 歷史

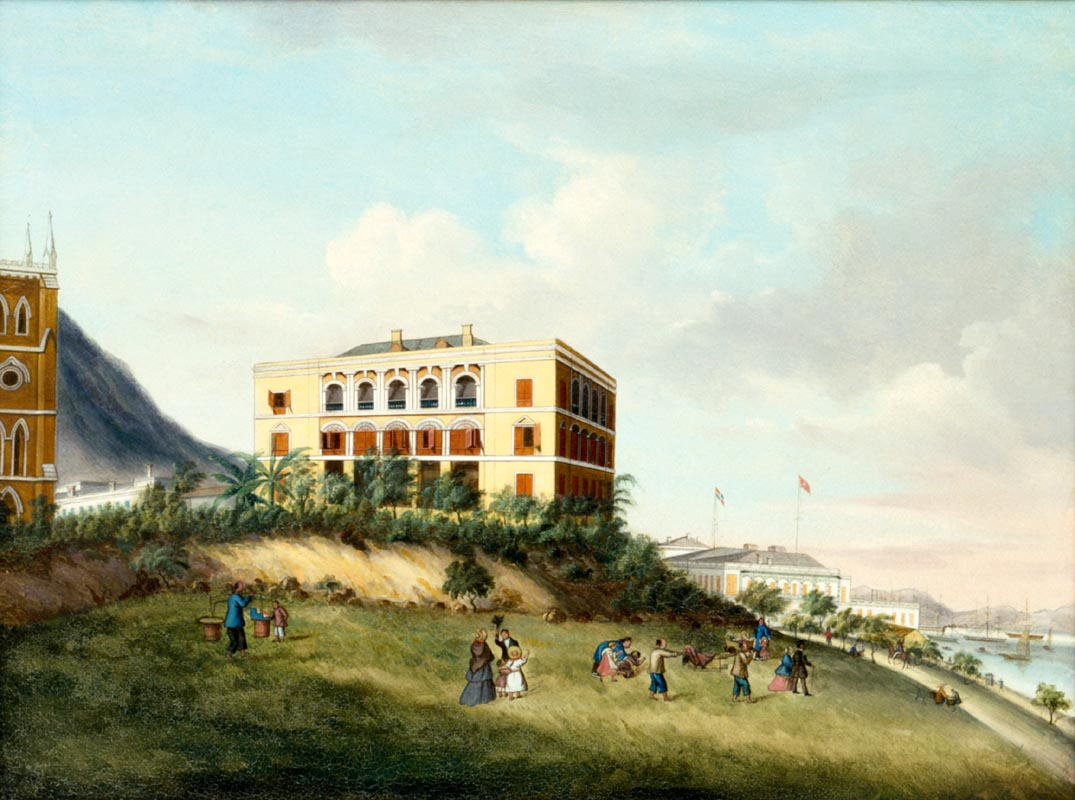
莊士敦樓曾予瓊記洋行大班入住（繪於約1860年）

### 前身
大樓前身的建築物名為「莊士敦樓」（Johnston House），最初建於1842至1843年，以1841至1842年間獲委任為香港署理行政官的莊士敦命名。1842年，莊士敦第二度署理香港行政官職務時，砵甸乍曾授權莊士敦於中環一小山崗上修建一所樓高兩層的大宅，以作官邸及辦事處之用，落成後乃命名為「莊士敦樓」，首兩任港督砵甸乍及戴維斯後亦曾以此大樓作臨時官邸。:14-15:22-23
自從戴維斯於1846年搬到堅道居住之後，大樓曾多次易手，先後用作香港上海匯豐銀行飯堂及俄羅斯領事館。1879年起，大樓由匯豐銀行董事庇理羅士所擁有。大樓於1890年更名為「比更士菲樓」（Beaconsfield House），以紀念當時英國首相本傑明·迪斯雷利（拱北爵士），而華人一般將其稱為「拱北樓」。
但值得留意的是，大樓北面亦有一座柏拱行（Beaconsfield Arcade），為香港首座多層購物商場，1960年4月重建後改稱拱北行（Beaconsfield House）和今日的長江集團中心。

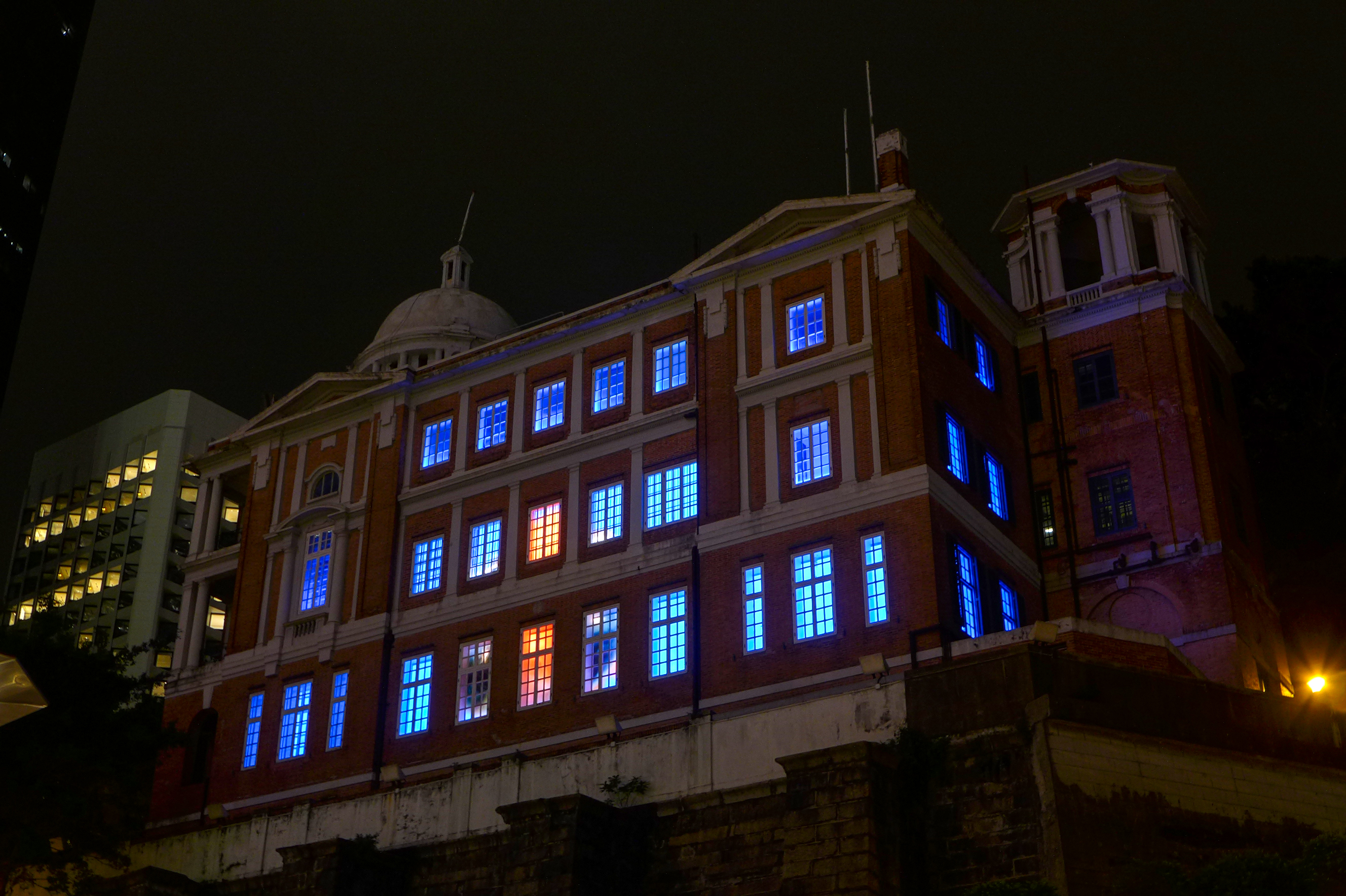
2017年「光·影·香港夜」活動，大樓化身為 Stephane Masson 作品「魚缸」

### 現存建築
1915年，法國巴黎外方傳教會（当时主要在越南以及中国的西南地区、两广和东北传教）購入該座建築物重建，作為行政總部之用途，由利安建築師事務所設計，工程於1917年3月完成，外觀一直維持至今。香港日治時期，日軍曾經佔用該座大樓為日本憲兵總部。
1945年8月30日香港重光，當時香港輔政司詹遜曾於該大樓成立臨時政府總部。1953年，香港政府購回大樓，最初為教育司署總部，1965年改為維多利亞地方法院，1980年成為香港最高法院所在地。1983年，大樓再改為政府新聞處辦公室，1989年被列入香港法定古蹟。
1997年7月1日，該大樓用作香港終審法院，直到2015年9月7日起遷至舊最高法院大樓。

## 特色

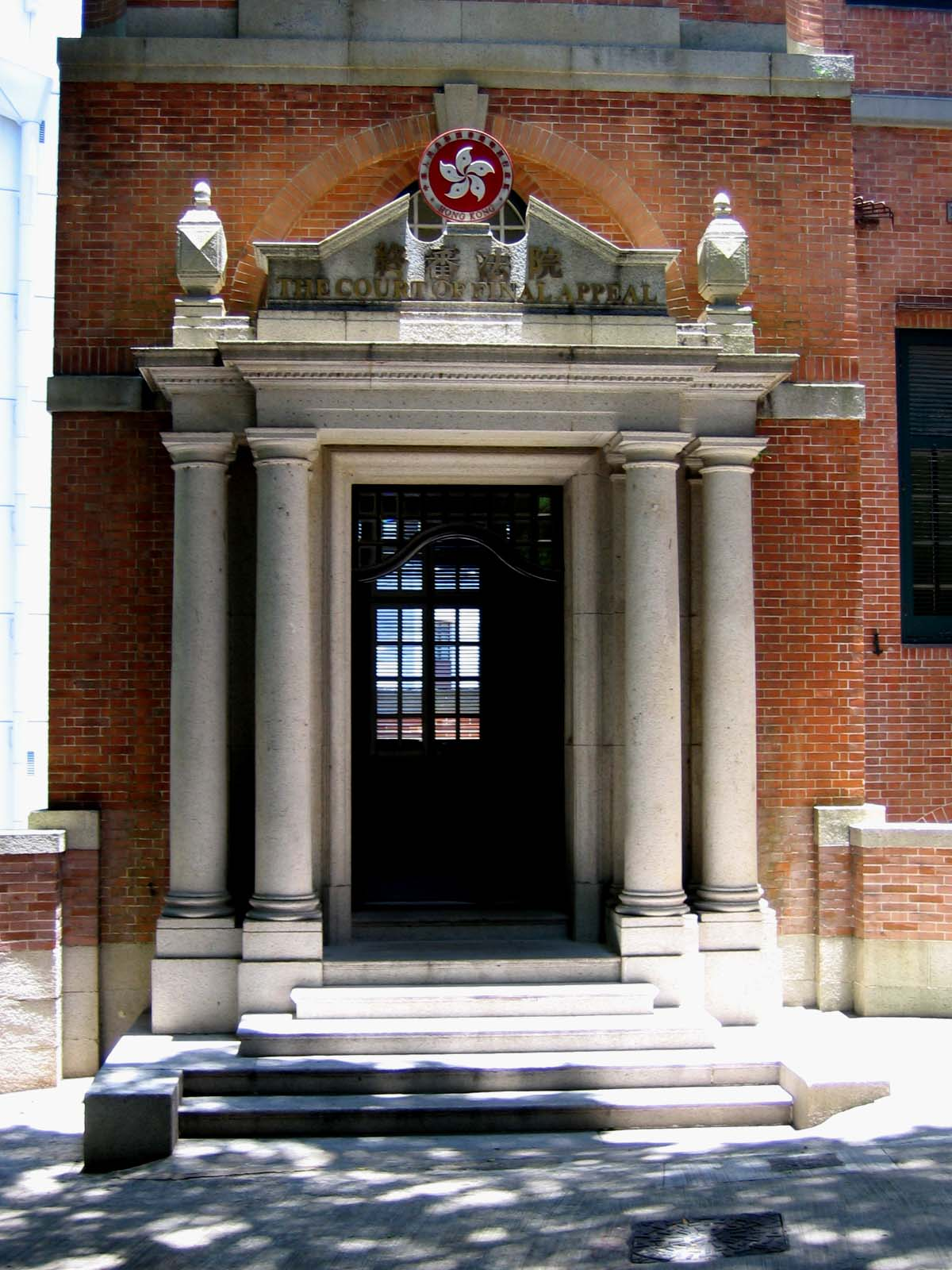
前法國外方傳道會大樓正門

重建於1917年的大樓，屬於新古典主義建築風格，現時在香港已所剩無幾。整座大樓以花崗石和紅磚蓋成，樓高三層，並附有地窖及角樓。而其北面有一座圓頂的小教堂。

## 軼事
香港電台電視節目《國安法事件簿》及《國安法事件簿2》也是在此處取景拍攝。

## 外部連結
维基共享资源上的相關多媒體資源：前法國外方傳道會大樓
22°16′46″N 114°09′35″E / 22.279412°N 114.159665°E